# Людвик Шмідт
Людвик Шмідт (1889, м. Яблунков, Тешинська Сілезія, Австро-Угорщина — ?) — австрійський та український військовий діяч, сотник, командир 8-ї Самбірської бригади УГА.

## Життєпис
Народився 1889 року в місті Яблунков, Тешинська Сілезія, Австро-Угорщина (тепер у складі Чехії).
Під час Першої світової війни служив капітаном у 75-му піхотному полку армії Австро-Угорщини.

### В Українській Галицькій Армії
В УГА з квітня 1919 року. Останній командир 8-ї Самбірська бригада УГА, яка у складі ЧУГА була перейменована у 8-й Галицький стрілецький полк. Про нараду з особовим складом бригади згадував учасник Володимир Левицький:
| Вечером 11 лютого 1920 року скликав бригадир сотник Людвик Шмідт зібрання усіх старшин бригади.У німецькій мові напоминає старшин, щоби добре держалися Армії та руководилися тими ідеалами, яких досі були носіями, а тоді кождий буде з нами числитися як зі організованою боєвою одиницею.[1] |
14 квітня 1920 року командував здобуттям у поляків селища Муровані Курилівці. А в травні 1920 року разом з частиною здався полякам. Подальша доля невідома.